# Powiat Nishikamo
Powiat Nishikamo (jap. 西加茂郡 Nishikamo-gun) – dawny powiat w Japonii, w prefekturze Aichi. W 2010 roku liczył 59 874 mieszkańców.

## Historia[2]

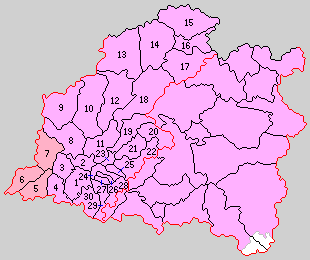
Powiat Nishikamo (1–30 – 1889 r.)

Powiat został założony 20 grudnia 1878 roku w wyniku podziału powiatu Kamo na dwa mniejsze. Wraz z utworzeniem nowego systemu administracyjnego 1 kwietnia 1889 roku powiat Nishikamo został podzielony na 30 wiosek.
- 29 stycznia 1892 – wioska Koromo zdobyła status miejscowości. (1 miejscowość, 29 wiosek)
- 1 lipca 1906 – miały miejsce następujące połączenia: (1 miejscowość, 7 wiosek)
  - miejscowość Koromo, wioski Umetsubo, Nekawa, Miyaguchi, Aizuma → miejscowość Koromo,
  - wioski Masutomi, Nomi, Terabe, Sobukawa, Uenoyama, Ichigi, Hirai, Yotsuya (część) → wioska Takahashi,
  - wioski Nanashige, Ishigase, Nakano, Fukishimo (część), Yotsuya (część) → wioska Ishino,
  - wioski Fukishimo (część), Hirosawa, Kamikō → wioska Sanage,
  - wioski Hashimi, Ibo → wioska Homi,
  - wioski Miyoshi, Akekoshi, Azabu → wioska Miyoshi,
  - wioski Toyohara, Fukuhara, Kiyohara, Honjō → wioska Obara,
  - wioski Fujikawa, Takaoka, Fukishimo (część) → wioska Fujioka.
- 1 marca 1951 – miejscowość Koromo zdobyła status miasta. (7 wiosek)
- 1 kwietnia 1953 – wioska Sanage zdobyła status miejscowości. (1 miejscowość, 6 wiosek)
- 1 marca 1955 – miejscowość Sanage powiększyła się o teren wiosek Homi i Ishino. (1 miejscowość, 4 wioski)
- 30 września 1956 – wioska Takahashi została włączona do miasta Koromo. (1 miejscowość, 3 wioski)
- 1 kwietnia 1958 – wioska Miyoshi zdobyła status miejscowości. (2 miejscowości, 2 wioski)
- 1 kwietnia 1967 – miejscowość Sanage została włączona do miasta Toyota. (1 miejscowość, 2 wioski)
- 1 kwietnia 1978 – wioska Fujioka zdobyła status miejscowości. (2 miejscowości, 1 wioska)
- 1 kwietnia 2005 – miejscowość Fujioka i wioska Obara zostały włączone do miasta Toyota. (1 miejscowość)
- 4 stycznia 2010 – miejscowość Miyoshi (三好町) zdobyła status miasta i zmieniła nazwę na Miyoshi (みよし市). W wyniku tego powiat został rozwiązany.